# Lac des Oiseaux
Lac des Oiseaux è un comune dell'Algeria, situato nella provincia di El Tarf.